# Blastobasis desertarum
Blastobasis desertarum é uma espécie de mariposa do gênero Blastobasis pertencente à família Coleophoridae.